# Saison 7 des Simpson
Vous lisez un « bon article » labellisé en 2013.
Chronologie
Saison 6 Saison 8
La septième saison des Simpson est diffusée pour la première fois aux États-Unis par la Fox entre le 17 septembre 1995 et le 19 mai 1996. En France, elle commence une semaine après le dernier épisode de la saison précédente sur Canal+ avec la diffusion des deux premiers épisodes, Radioactive Man le 13 janvier 1996 et Qui a tiré sur M. Burns ? - Partie 2 le 27 janvier 1996. La suite est diffusée un an plus tard entre le 4 janvier 1997 et le 6 septembre 1997. La saison est rediffusée sur Canal+ en 2004 et sur W9 depuis juin 2006. En Belgique, elle était diffusée sur Club RTL en 1996. En Suisse, elle était diffusée sur TSR. Les show runners de cette saison sont Bill Oakley et Josh Weinstein qui produisent vingt-et-un épisodes. Les quatre autres épisodes, dont les deux premiers produits lors de la saison précédente, le sont sous la direction de David Mirkin.
La saison remporte un Annie Award et est proposée pour deux Emmy Awards. L'épisode Lisa la végétarienne remporte un Environmental Media Award et un Genesis Award. Le coffret DVD de la saison sort en région 1 le 13 décembre 2005, en région 2 le 30 janvier 2006 et le 29 mars de la même année en région 4.

## Production

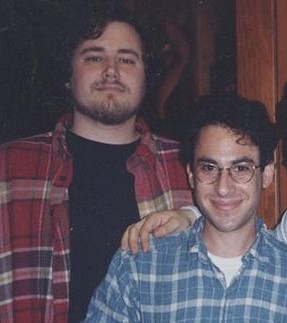
Bill Oakley et Josh Weinstein, show runners de la saison.

Les scénaristes Bill Oakley et Josh Weinstein, qui ont participé à l'écriture d'épisodes lors des saisons précédentes, deviennent pour la première fois les show runners de la série. Ils sont choisis en partie grâce à leur présence dans l'équipe depuis la troisième saison, ce qui leur a permis de saisir la plupart des dynamiques de la série. Ils souhaitent que la plupart des épisodes de la saison soient réalistes, et qu'ils se concentrent davantage sur les cinq membres de la famille Simpson, en explorant les sentiments qu'ils éprouvent les uns envers les autres. Autant que possible, ils préfèrent inviter des célébrités possédant une voix bien particulière, à l'image des « vieillards grisonnants à la voix unique » comme R. Lee Ermey, Donald Sutherland, Kirk Douglas et Lawrence Tierney.
Steve Tompkins, Dan Greaney, Richard Appel, Spike Feresten, Jack Barth et Rachel Pulido écrivent tous leur premier scénario lors de cette saison. Dominic Polcino et Mike B. Anderson réalisent quant à eux leur premier épisode,. David Mirkin, show runner des deux saisons précédentes, est crédité dans cette saison en tant que producteur consultant, bien qu'il soit le producteur délégué des épisodes Qui a tiré sur M. Burns ? - Partie 2, Radioactive Man, Lisa la végétarienne et Une partie Homérique,,,. Jon Vitti, qui a quitté la série après la quatrième saison, fait son retour en écrivant Le Foyer de la révolte et 138e épisode, du jamais vu !. La plupart des scénaristes de la série restent pour la saison suivante, à l'exception de Greg Daniels et Brent Forrester, qui écrivent leur dernier épisode durant celle-ci. Cette saison marque également le départ de Wes Archer, réalisateur de longue date pour la série qui a notamment aidé à définir l'aspect des personnages.
Doris Grau, scripte de la série et voix de Doris la cantinière, décède le 30 décembre 1995. L'épisode Une partie Homérique, l'un des derniers contenant sa voix, est diffusé huit jours plus tard et lui est dédié. Après cet épisode, la cuisinière parle à nouveau dans Le Saxe de Lisa, enregistré par Doris Grau avant sa mort. Jusqu'à la dix-huitième saison, le personnage reste muet et n'apparaît plus qu'en arrière-plan, hormis dans l'épisode Parrain par intérim où Doris est doublée par Tress MacNeille.
La saison débute avec la deuxième partie de l'épisode très médiatisé Qui a tiré sur M. Burns ?, qui résout l'intrigue lancée par le dernier épisode de la saison précédente. Sa diffusion est précédée par une émission spéciale présentée par John Walsh : Springfield's Most Wanted, parodie de son émission d'investigation America's Most Wanted. Cette émission, conçue pour aider les téléspectateurs à trouver qui a tiré sur M. Burns, présente les indices et les suspects. Elle suscite de nombreuses critiques, qui jugent que cette campagne publicitaire va trop loin. Plusieurs critiques déclarent qu'elle entache la crédibilité de John Walsh et la décrivent comme un comme un « gadget » « de mauvais goût » d'une « évidence affligeante pour les téléspectateurs »,,.
L'épisode Lisa la végétarienne marque l'un des rares changements permanents concernant un personnage lorsque Lisa devient officiellement végétarienne, sur une idée de David S. Cohen. Pour les producteurs, c'est une occasion en or pour inviter Paul McCartney, lui-même végétarien, à participer au doublage de l'épisode. Il accepte à la seule condition que ce changement soit définitif. L'épisode 22 courts-métrages sur Springfield crédite douze scénaristes, ce qui est un record pour la série. L'épisode présente plusieurs histoires sur différents personnages de Springfield. Pour définir le scénariste de chaque segment, chacun choisit ses trois personnages préférés et place leur nom dans un chapeau. Les noms sont alors tirés au sort et répartis aux différents scénaristes. Enfin, Greg Daniels choisit l'ordre des différents courts métrages. Les épisodes Un monde trop parfait et Le Mystérieux Voyage d'Homer sont produits lors cette saison mais sont diffusés pendant la suivante,. Cette saison marque l'apparition des personnages suivants : Disco Stu, Blandine Spuckler, le Géant et Kevin.
La saison est diffusée pour la première fois aux États-Unis par la Fox entre le 17 septembre 1995 et le 19 mai 1996. En France, elle est diffusée du 13 janvier 1996 au 6 septembre 1997 sur Canal+, soit une diffusion étalée sur plus d'un an car la deuxième partie de l'épisode Qui a tiré sur M. Burns ? est diffusée seulement une semaine après la première partie,. La suite des épisodes est diffusée à partir du 4 janvier 1997 alors qu'elle était prévue pour le début du mois de septembre 1996, à cause du changement de studio d'enregistrement du doublage qui devient la Studio SOFI. Enceinte, Aurélia Bruno, qui double notamment Lisa, est remplacée par Chantal Macé pour les épisodes Un super big Homer, La Mère d'Homer et Marge et son petit voleur,.

## Accueil

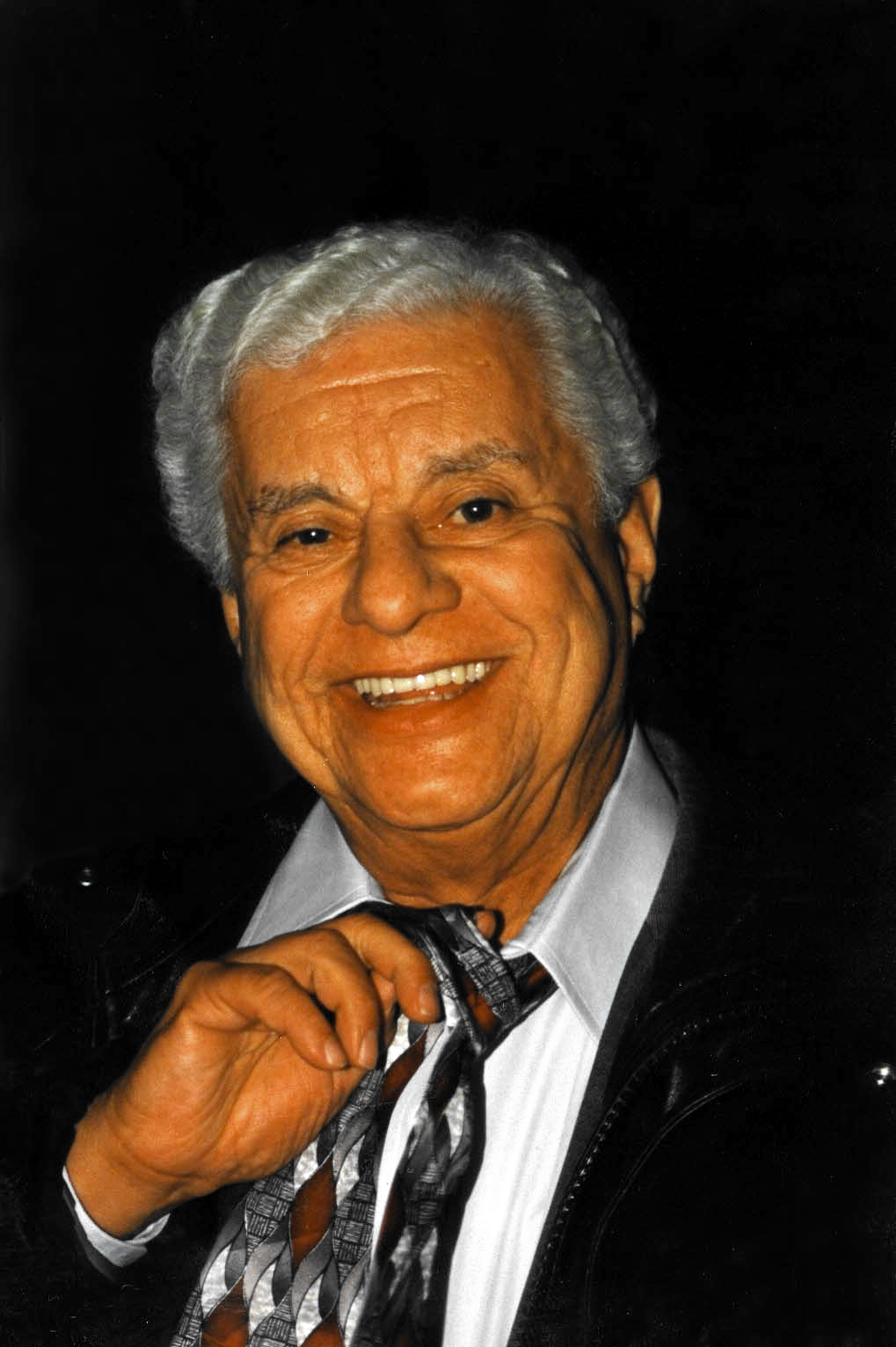
Tito Puente est nommé pour un Emmy Award pour la chanson Señor Burns qu'il interprète dans Qui a tiré sur M. Burns ?.

La saison est bien accueillie par les critiques et est jugée comme étant l'une des plus solides de la série. L'épisode Un poisson nommé Selma prend la place du meilleur épisode de cette saison dans le classement des meilleurs épisodes des vingt premières saisons, effectué par le site IGN en 2010. Il y est décrit comme « hilarant » et la scène dans laquelle Troy McClure apparaît dans une comédie musicale comme « peut-être la meilleure de toute la série ». Ce classement précise que les épisodes 22 courts-métrages sur Springfield et Homer le rocker auraient tout aussi bien pu occuper cette place. Le même site web dresse la liste des vingt-cinq meilleures apparitions de célébrités de toute l'histoire de la série, classant Paul et Linda McCartney à la dixième place, Tito Puente à la vingt-deuxième, Peter Frampton, les Smashing Pumpkins, Cypress Hill et Sonic Youth à la vingt-troisième et Glenn Close à la vingt-cinquième. La liste des vingt-cinq meilleurs épisodes de la série proposée par le magazine Entertainment Weekly en 2003 en comprend trois provenant de cette saison : Un poisson nommé Selma, 22 courts-métrages sur Springfield et Qui a tiré sur M. Burns ?, qui apparaissent respectivement aux huitième, quatorzième et vingt-cinquième places.
Qui a tiré sur M. Burns ?, le très attendu premier épisode de la saison, termine à la sixième place au niveau des audiences américaines de la semaine du 11 au 17 septembre 1995 avec une note de 12,9 sur l'échelle de Nielsen. C'est le programme de la FOX le mieux noté de la semaine. Le dernier épisode de la saison, La Bande à Lisa, termine à la quarante-deuxième place avec une note de 8,8 et à la deuxième place des programmes de la FOX de la semaine. La note moyenne de la saison est de 9,15, le maximum de 12,9 étant obtenu avec les épisodes Qui a tiré sur M. Burns ? et Simpson Horror Show VI et le minimum de 6,9 avec l'épisode 22 courts-métrages sur Springfield.
Cette saison réunit une moyenne de 15,4 millions de téléspectateurs pour chaque épisode aux États-Unis. L'épisode Qui a tiré sur M. Burns ?, avec ses 22,6 millions de téléspectateurs, est l'épisode qui est le plus regardé lors de cette saison.
Au niveau des récompenses, la saison reçoit deux nominations aux Primetime Emmy Awards. L'épisode Simpson Horror Show VI est nommé dans la catégorie du meilleur programme d'animation de moins d'une heure. Les producteurs décident de le présenter dans cette catégorie car il contient une scène en trois dimensions, ce qu'ils pensent être un avantage. Cependant, l'épisode perd face à un épisode de Minus et Cortex, et Bill Oakley regrette plus tard son choix, pensant qu'un épisode plus émotionnel comme La Mère d'Homer, Lisa la végétarienne ou Bart vend son âme aurait eu davantage de chances de remporter le prix. Néanmoins, l'épisode remporte le grand prix du festival international du film d'animation d'Ottawa. Alf Clausen, Bill Oakley et Josh Weinstein sont aussi nommés pour l'Emmy Award des meilleures musiques et paroles pour la chanson Señor Burns de l'épisode Qui a tiré sur M. Burns ?. La saison remporte l'Annie Award du meilleur programme d'animation télévisé de 1996. Lisa la végétarienne remporte un Environmental Media Award, qui récompense chaque année depuis 1991 les meilleurs épisodes ou films avec un message environnemental, dans la catégorie du « meilleur épisode de série télévisée comique » et un Genesis Award dans la catégorie du « meilleur épisode de série télévisée engagée ». En 1996, Les Simpson devient la première série d'animation à remporter un Peabody Award, qu'elle obtient « pour avoir fourni une animation exceptionnelle et une satire sociale cinglante, deux produits extrêmement rares à la télévision aujourd'hui ».

## Épisodes
| № | #  | Titre | Réalisation          | Scénario | Première diffusion                | Code de prod. | Audience (en millions) |
| --- | -- | --- | -------------------- | --- | --------------------------------- | ------------- | ---------------------- |
| 129 | 1  | Qui a tiré sur M. Burns ? - Partie 2 Who Shot Mr. Burns? - Part Two                                                                                   | Wes Archer           | Bill Oakley et Josh Weinstein | 17 septembre 1995 27 janvier 1996 | 2F20          | 16,0                   |
| La première partie se terminait sur une image de M. Burns s'écroulant sur un cadran solaire. La deuxième partie débute avec Waylon Smithers qui, en se réveillant, est persuadé d'avoir tiré sur M. Burns. Plusieurs témoignages l'innocentent, et la police poursuit donc son enquête en interrogeant les nombreux suspects... |    | |                      | |                                   |               |                        |
| 130 | 2  | Radioactive Man (L'Homme radioactif) Radioactive Man                                                                                                  | Susie Dietter        | John Swartzwelder | 24 septembre 1995 13 janvier 1996 | 2F17          | 15,7                   |
| Les créateurs de la bande dessinée favorite de Bart, Radioactive Man, décident de l'adapter en film pour le cinéma. La ville de Springfield est choisie pour le tournage. Des auditions ont alors lieu pour le rôle d'Atomic Boy, le fidèle compagnon du héros. Bart veut à tout prix ce rôle, mais c'est Milhouse qui l'obtient à contrecœur... |    | |                      | |                                   |               |                        |
| 131 | 3  | Le Foyer de la révolte (Les Enfants Flanders) Home Sweet Homediddily-Dum-Doodily                                                                      | Susie Dietter        | Jon Vitti | 1er octobre 1995 4 janvier 1997   | 3F01          | 14,5                   |
| Pendant que les enfants sont à l'école et que Maggie est gardée par son grand-père, Homer et Marge partent faire une thalassothérapie malgré l'état déplorable de la maison. À l'école, Mme Krapabelle se rend compte que Bart a des poux et le proviseur Skinner demande aux services de protection de l'enfance d'enquêter chez les Simpson. Les inspecteurs découvrent alors le désordre de la maison et l'absence des parents et décident de confier les enfants à la famille Flanders... |    | |                      | |                                   |               |                        |
| 132 | 4  | Bart vend son âme Bart Sells His Soul | Wes Archer           | Greg Daniels | 8 octobre 1995 11 janvier 1997    | 3F02          | 14,8                   |
| Bart fait une farce à l'église en échangeant les cantiques avec la chanson rock In-A-Gadda-Da-Vida d'Iron Butterfly. Milhouse, ayant peur de perdre son âme, le dénonce au révérend Lovejoy. Alors qu'ils écopent tous les deux de la punition de laver les tuyaux de l'orgue, Bart explique à Milhouse qu'il ne croit pas au concept de l'âme et le lui prouve en lui vendant la sienne pour cinq dollars. Il regrette vite son geste lorsqu'il se rend compte qu'il ne ressent plus aucune émotion. Il fait alors tout pour la récupérer. Pendant ce temps, Moe décide de faire de son bar un restaurant familial, « La Mangeoire de l'Oncle Moe », afin d'attirer plus de clients... |    | |                      | |                                   |               |                        |
| 133 | 5  | Lisa la végétarienne Lisa the Vegetarian | Mark Kirkland        | David S. Cohen | 15 octobre 1995 18 janvier 1997   | 3F03          | 14,6                   |
| Au village des contes pour enfants, Lisa s'amourache d'un petit agneau. De retour à la maison, elle refuse de manger les côtelettes d'agneau qui lui sont proposées et décide de devenir végétarienne. Homer organise un barbecue géant, mais Lisa va tout faire pour qu'il soit un échec... |    | |                      | |                                   |               |                        |
| 134 | 6  | Simpson Horror Show VI (Le Spécial Halloween des Simpson VI) Treehouse of Horror VI                                                                   | Bob Anderson         | John Swartzwelder, Steve Tompkins et David S. Cohen                                                                                        | 29 octobre 1995 22 février 1997   | 3F04          | 19,7                   |
| L'Attaque des « gâches la vue » géants : Homer vole le donut géant d'une statue publicitaire, déclenchant le réveil de celle-ci et de ces voisines. Les publicités attaquent la ville, détruisant tout sur leur passage. Cauchemar sur Evergreen Terrasse : Willie le jardinier, pour se venger d'avoir été tué dans un incendie à l'école élémentaire, pénètre dans les rêves des élèves pour les tuer. Homer³ : Pour ne pas subir la visite des sœurs de Marge, Homer se cache derrière une étagère. Il passe alors à travers le mur et se retrouve coincé dans un monde en trois dimensions...                                                                                       |    | |                      | |                                   |               |                        |
| 135 | 7  | Un super big Homer (Le Gros Homer) King-Size Homer | Jim Reardon          | Dan Greaney | 5 novembre 1995 1er février 1997  | 3F05          | 17,0                   |
| Homer, déprimé à l'idée de faire cinq minutes de sport par jour à la centrale nucléaire, décide de prendre du poids afin d'être reconnu comme handicapé et de pouvoir travailler à son domicile... |    | |                      | |                                   |               |                        |
| 136 | 8  | La Mère d'Homer (Maman Simpson) Mother Simpson | David Silverman      | Richard Appel | 19 novembre 1995 8 février 1997   | 3F06          | 15,3                   |
| Pour éviter certaines contraintes à son travail, Homer se fait passer pour mort. Cet acte n'est pas sans conséquences puisque de nombreuses personnes viennent présenter leurs condoléances au reste de la famille et l'électricité, dont le contrat est au nom d'Homer, est coupée. Pour réparer ces déboires, Homer se rend à l'administration où il apprend que, contrairement à ce que lui avait dit son père, sa mère n'est pas morte. Quelques heures plus tard, il tombe nez à nez avec elle... |    | |                      | |                                   |               |                        |
| 137 | 9  | Bombinette Bob (Le Dernier exploit de Sideshow Bob) Sideshow Bob's Last Gleaming                                                                      | Dominic Polcino      | Spike Feresten | 26 novembre 1995 25 février 1997  | 3F08          | 14,2                   |
| Le succès de Krusty exaspère son ennemi, Tahiti Bob, emprisonné à cause de Bart. Ce dernier met alors au point un nouveau plan et, après s'être échappé et rendu à l'exhibition aérienne qui a lieu à Springfield, menace les habitants avec une bombe nucléaire. Leur seule chance de survivre est d'arrêter définitivement de regarder la télévision... |    | |                      | |                                   |               |                        |
| 138 | 10 | 138e épisode, du jamais vu (Le Gala du 138e épisode) The Simpsons 138th Episode Spectacular                                                           | David Silverman      | Jon Vitti | 3 décembre 1995 13 septembre 1997 | 3F31          | 16,4                   |
| Cet épisode spécial présenté par Troy McClure montre des extraits des courts métrages des Simpson diffusés dans le Tracey Ullman Show, des scènes coupées, des réponses à des questions de fans et d'autres bonus... |    | |                      | |                                   |               |                        |
| 139 | 11 | Marge et son petit voleur (Bart et son jeu vidéo) Marge Be Not Proud                                                                                  | Steven Dean Moore    | Mike Scully | 17 décembre 1995 15 février 1997  | 3F07          | 16,7                   |
| Bart rêve d'acquérir un nouveau jeu vidéo, « Bonestorm », mais sa mère refuse de le lui acheter et il n'a pas assez d'argent pour se l'offrir. Il se rend alors au supermarché et, motivé par Nelson et Jimbo, le vole. Le garçon se fait arrêter par le surveillant qui appelle ses parents et leur raconte tout ce qui s'est passé. Marge, blessée, n'est alors plus la même avec son fils... |    | |                      | |                                   |               |                        |
| 140 | 12 | Une partie Homérique (Homer et son équipe) Team Homer                                                                                                 | Mark Kirkland        | Mike Scully | 7 janvier 1996 8 mars 1997        | 3F10          | 16,7                   |
| Comme il n'y a plus que Homer au bar de Moe, ils décident de passer le temps tous les deux en jouant au bowling. Là-bas, ils se rendent compte que seules les équipes de quatre joueurs ayant payé un droit d'inscription peuvent jouer. Homer et Moe font appel à Apu et Otto pour compléter l'équipe et à M. Burns pour être leur sponsor. Du côté de l'école élémentaire, le principal Skinner oblige les élèves à porter un uniforme, à la suite du maillot de Bart sur lequel il était écrit « À bas les devoir ! »... |    | |                      | |                                   |               |                        |
| 141 | 13 | Deux mauvais voisins Two Bad Neighbors | Wes Archer           | Ken Keeler | 14 janvier 1996 1er mars 1997     | 3F09          | 16,5                   |
| La luxueuse maison située en face de chez les Simpson est vendue à George Bush et sa femme. Tous les habitants du quartier d'Evergreen Terasse, à l'exception de Homer qui prend en grippe l'ancien président américain, leur réserve un excellent accueil, particulièrement Bart, qui compte profiter de la situation... |    | |                      | |                                   |               |                        |
| 142 | 14 | Premier Pas dans le grand monde (Scènes de la lutte des classes à Springfield) Scenes from the Class Struggle in Springfield                          | Susie Dietter        | Jennifer Crittenden | 4 février 1996 15 mars 1997       | 3F11          | 14,4                   |
| Afin d'acheter une nouvelle télévision, la famille Simpson se rend dans un supermarché à Ogdenville. Marge y trouve un authentique tailleur Chanel pour une somme dérisoire. Après l'avoir acheté, elle rencontre une ancienne camarade de classe qui l'invite à rejoindre, avec sa famille, son club qui réunit des personnes de classe sociale élevée. Marge s'intègre facilement au club, tout comme Lisa qui peut librement pratiquer l'équitation et Homer qui se découvre un don pour le golf. Mais les membres du club ignorent que les Simpson ne sont pas aussi riches qu'ils le paraissent et Marge va tout faire pour que cela ne se sache jamais...                         |    | |                      | |                                   |               |                        |
| 143 | 15 | Krusty « le retour » (Bart le mouchard) Bart the Fink                                                                                                 | Jim Reardon          | Bob Kushell et John Swartzwelder | 11 février 1996 22 mars 1997      | 3F12          | 15,0                   |
| Afin d'avoir un autographe de la part de Krusty, Bart lui envoie un chèque qu'il sera obligé de signer pour pouvoir l'encaisser. Quelques jours plus tard, Bart retrouve ce chèque avec un tampon provenant des îles Caïmans. En menant son enquête, Bart se rend compte que le clown possède un compte illégal dans ce paradis fiscal. Krusty se fait alors arrêter et est contraint de cesser son émission. Coupable, Bart, aidé de Lisa, va tout faire pour que Krusty, disparu par sa faute, revienne sur les planches... |    | |                      | |                                   |               |                        |
| 144 | 16 | Le Vrai Faux Héros (Lisa l'iconoclaste) Lisa the Iconoclast                                                                                           | Mike B. Anderson     | Jonathan Collier | 18 février 1996 29 mars 1997      | 3F13          | 13,4                   |
| En réalisant un exposé sur Jebediah Springfield pour célébrer le 200e anniversaire de la fondation de la ville, Lisa trouve une flûte contenant un message dans lequel le bienfaiteur acclamé avoue n'être qu'un imposteur. Alors que Homer veut à tout prix participer au défilé de la reconstitution et se fait engager comme crieur public, Lisa essaye de révéler à tout le monde la véritable identité de Jebediah Springfield mais personne ne veut la croire... |    | |                      | |                                   |               |                        |
| 145 | 17 | Homer fait son Smithers (Homer le substitut) Homer the Smithers                                                                                       | Steven Dean Moore    | John Swartzwelder | 25 février 1996 5 avril 1997      | 3F14          | 14,1                   |
| M. Burns, persuadé qu'il a besoin de repos, convainc son assistant Smithers de prendre des vacances. Pour le remplacer, il choisit d'engager l'employé le plus incompétent, Homer Simpson. Ce dernier accepte l'offre, mais n'apprécie finalement pas ce poste, qu'il ne trouve pas reconnu à sa juste valeur... |    | |                      | |                                   |               |                        |
| 146 | 18 | Le Jour où la violence s'est éteinte (Le Jour où la violence est morte) The Day the Violence Died                                                     | Wes Archer           | John Swartzwelder | 17 mars 1996 19 avril 1997        | 3F16          | 14,4                   |
| Pendant que Bart suit le défilé qui fête les soixante-quinze années d'existence d'Itchy et Scratchy, il rencontre un clochard du nom de Chester Lampwick. Ce dernier prouve à Bart, par le moyen d'un film réalisé en 1919, soit neuf ans plus tôt que le premier film officiel d'Itchy, qu'il est le créateur de la souris. Malheureusement le film part en cendre dès la fin de la projection. Bart propose à Lampwick de porter plainte contre Roger Meyers Jr, le directeur d'Itchy et Scratchy et le fils du plagiaire. Mais ce procès s'avère difficile, le clochard et Bart ayant pour seule preuve un film brûlé...                                                             |    | |                      | |                                   |               |                        |
| 147 | 19 | Un poisson nommé Selma (Un ange dénommé Selma) A Fish Called Selma                                                                                    | Mark Kirkland        | Jack Barth | 24 mars 1996 12 avril 1997        | 3F15          | 12,9                   |
| Pour relancer sa carrière et faire taire les rumeurs à son encontre, Troy McClure décide de sortir avec Selma, qu'il a rencontré au service des permis en passant un test d'acuité visuelle. Cette nouvelle relation fonctionne si bien pour les paparazzis qu'il demande à Selma de l'épouser. Sincère, elle accepte... |    | |                      | |                                   |               |                        |
| 148 | 20 | Faux permis, vrais ennuis (Bart sur les routes) Bart on the Road                                                                                      | Swinton O. Scott III | Richard Appel | 31 mars 1996 26 avril 1997        | 3F17          | 11,8                   |
| Les élèves de l'école élémentaire doivent passer un jour sur le lieu de travail d'un parent. Alors que Lisa accompagne Homer à la centrale nucléaire, Bart retrouve Patty et Selma au service des permis. Il profite de leur absence pour se fabriquer un faux permis qu'il utilise pour partir en escapade à Knoxville avec Milhouse, Nelson et Martin... |    | |                      | |                                   |               |                        |
| 149 | 21 | 22 courts-métrages sur Springfield (22 films brefs sur Springfield) 22 Short Films About Springfield                                                  | Jim Reardon          | R. Appel, D. S. Cohen, J. Collier, J. Crittenden, G. Daniels, B. Forrester, R. Pulido, S. Tompkins, B. Oakley, J. Weinstein et M. Groening | 14 avril 1996 5 mai 1997          | 3F18          | 10,5                   |
| Milhouse et Bart se demandent ce qu'il peut bien se passer dans Springfield au moment où ils parlent. L'épisode présente alors des courts métrages sur les événements en cours concernant les personnages suivants : Apu, Lisa et Marge, M. Burns, Smithers, Nick Riviera, Abraham Simpson et Jasper Beardley, Moe, Barney et Le Serpent, l'inspecteur Chalmers et le principal Skinner, Eddie, Lou et le chef Wiggum, l'homme-abeille, Herman, Ned et le révérend Lovejoy, Cletus et Blandine Spuckler, Kirk Van Houten et le vendeur de B. D., Jake le coiffeur, Nelson et le géant et enfin le professeur Frink...                                                                   |    | |                      | |                                   |               |                        |
| 150 | 22 | Grand-Père Simpson et le trésor maudit (Abe Simpson et son petit) Raging Abe Simpson and His Grumbling Grandson in "The Curse of the Flying Hellfish" | Jeffrey Lynch        | Jonathan Collier | 28 avril 1996 7 juin 1997         | 3F19          | 13,0                   |
| Après la mort d'Asa Phelps, M. Burns et Abraham Simpson sont les deux seuls survivants du groupe des « poissons-diables ». Dès que l'un des deux mourra, l'autre pourra enfin déterrer le trésor qu'ils ont volé pendant la Seconde Guerre mondiale. M. Burns tente de faire tuer Abraham qui se réfugie chez les Simpson, où il raconte à son petit-fils l'histoire de cette troupe de soldats d'élite... |    | |                      | |                                   |               |                        |
| 151 | 23 | J'y suis, j'y reste (Beaucoup de bruit pour rien) Much Apu About Nothing                                                                              | Susie Dietter        | David S. Cohen | 5 mai 1996 14 juin 1997           | 3F20          | 11,3                   |
| La patrouille anti-ours demandée à la mairie par les habitants de Springfield nécessite une taxe de cinq dollars par personne pour fonctionner. La population n'est pas satisfaite et le maire Quimby explique que les immigrés clandestins sont la cause des impôts trop élevés. Homer, dans un premier temps en faveur d'un nouvel amendement permettant de les expulser, change d'avis lorsqu'il se rend compte que plusieurs de ses proches, dont notamment Apu, vont en être affectés... |    | |                      | |                                   |               |                        |
| 152 | 24 | Homer le rocker (Homer super cool) Homerpalooza | Wes Archer           | Brent Forrester | 19 mai 1996 21 juin 1997          | 3F21          | 12,9                   |
| Homer tente en vain de faire apprécier le rock aux enfants qu'il emmène à l'école. Pour paraître moins ringard, il achète des billets pour le festival de rock « Hullabalooza ». Pendant celui-ci, Homer monte sur scène et reçoit un projectile provenant d'un canon dans le ventre. Le public et les responsables du festival étant conquis par cette prestation, Homer se voit proposer une place pour partir en tournée avec la troupe des « monstres » du festival... |    | |                      | |                                   |               |                        |
| 153 | 25 | La Bande à Lisa (Les Vacances de Lisa) Summer of 4 Ft. 2                                                                                              | Mark Kirkland        | Dan Greaney | 19 mai 1996 6 septembre 1997      | 3F22          | 14,7                   |
| En ce dernier jour d'école, chaque élève fait signer à ses amis son livre de l'année. Bart reçoit de nombreuses demandes de dédicaces alors que Lisa n'en a aucune. Les Simpson partent en vacances dans la maison des Flanders, au bord de la mer. Bart invite Milhouse mais Lisa n'a aucun ami à inviter. Elle décide alors de changer de style et de comportement pour pouvoir se faire des amis. Pendant les vacances, la nouvelle Lisa sympathise avec une bande de jeunes, ce qui déplaît fortement à son frère... |    | |                      | |                                   |               |                        |

## Invités

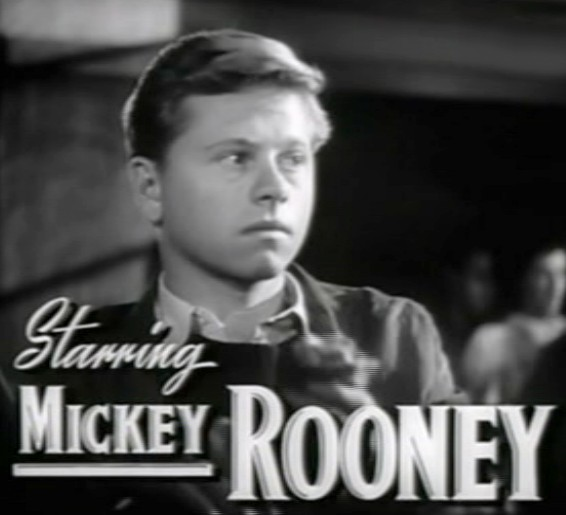
Mickey Rooney (ici dans Et la vie continue de 1943), intervient pour convaincre Milhouse qu'être enfant star n'est pas une situation désespérée.

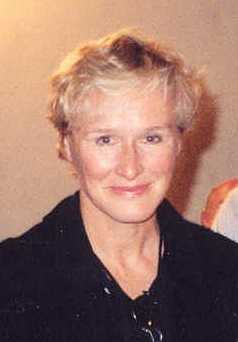
Glenn Close interprète pour la première fois le rôle de Mona Simpson.

La série Les Simpson fait souvent appel à des guest stars afin qu'elles prêtent leur voix à un personnage ou qu'elles interprètent leur propre rôle. Vingt-huit célébrités font partie du casting de cette septième saison. Les premiers invités sont Tito Puente et son groupe de jazz, dont Matt Groening est fan, qui apparaissent dans la suite de l'épisode Qui a tiré sur M. Burns ? et chantent Señor Burns. Son groupe joue aussi leur version du thème de la série pendant le générique de fin de l'épisode. Dans le deuxième épisode, Radioactive Man, l'acteur Mickey Rooney, enfant star du début des années 1940 à la carrière bien remplie, fait une apparition pour encourager Milhouse à continuer d'interpréter le rôle d'Atomic Boy. Dans les épisodes Le Foyer de la révolte et Un super big Homer, l'animatrice de radio Joan Kenley, prête sa voix à la femme du service téléphonique,. Lisa la végétarienne fait appel aux McCartney, Paul et Linda, pour défendre auprès de Lisa les bienfaits du végétarisme. Dans le segment L'attaque des « gâche la vue » géants du Simpson Horror Show VI, le chanteur canadien Paul Anka interprète un bref jingle pour aider les habitants de Springfield à ne pas regarder les publicités.

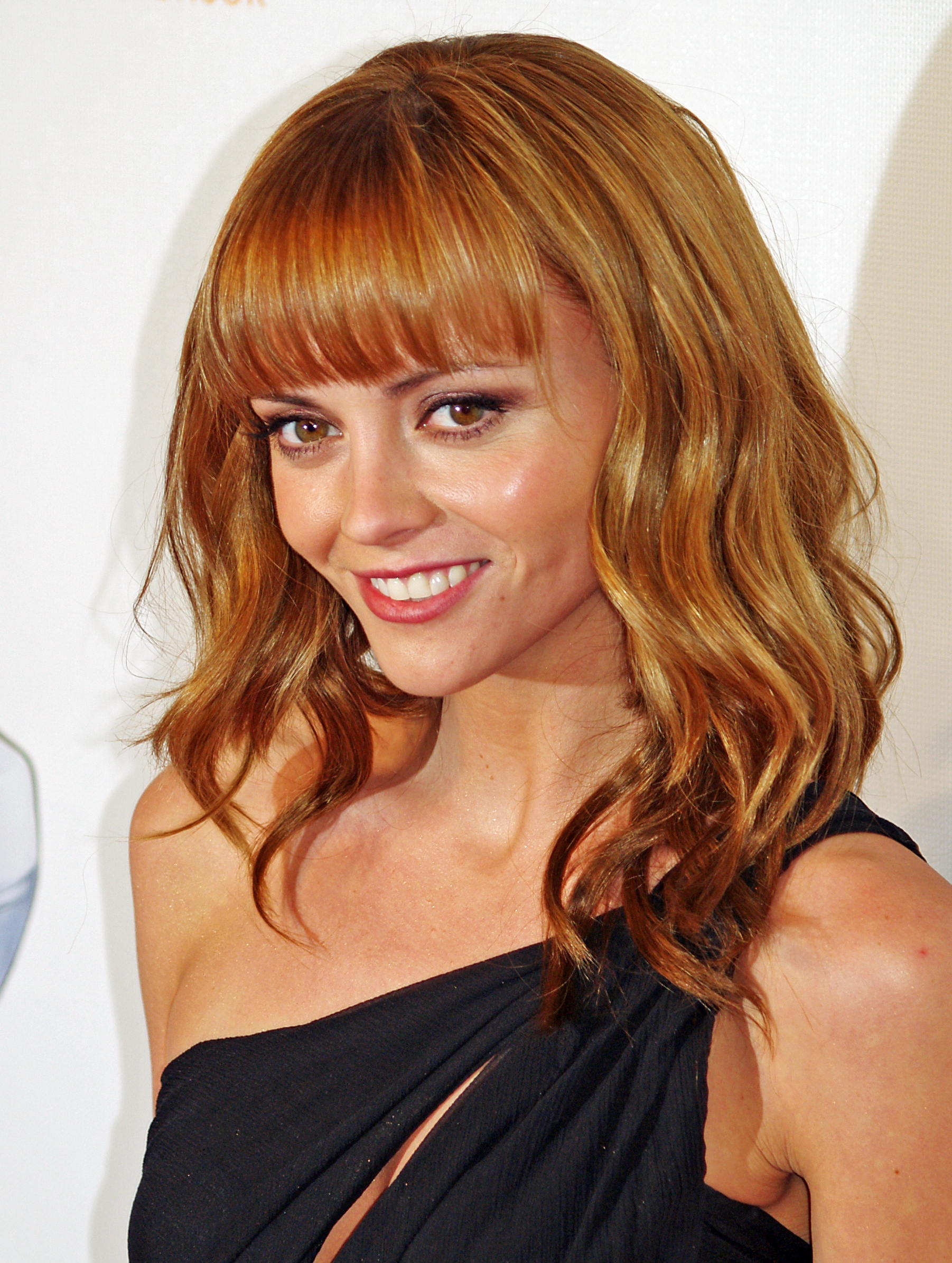
Christina Ricci prête sa voix à Erin dans La Bande à Lisa.

L'épisode La Mère d'Homer marque la première contribution de Glenn Close dans le rôle de Mona Simpson. Dans le même épisode, Harry Morgan prête sa voix à l'inspecteur de police, Bill Gannon. Tahiti Bob, et donc sa voix Kelsey Grammer, fait son retour dans Bombinette Bob où le personnage s'infiltre dans un quartier militaire commandé par le colonel Leslie Hapablap, interprété par R. Lee Ermey. L'épisode 138e épisode, du jamais vu ! présente des extraits ou des scènes coupés d'épisodes précédents et les invités de ces-dits épisodes sont à nouveau crédités à la fin de celui-ci. Il s'agit de Glenn Close dans une scène coupée où apparaît Mona Simpson et Buzz Aldrin dans un extrait de Homer dans l'espace. L'acteur new-yorkais Lawrence Tierney prête sa voix à l'agent de sécurité Joe Brodka dans Marge et son petit voleur. L'ancien président américain George Bush et sa femme Barbara sont les voisins des Simpson dans l'épisode Deux mauvais voisins, jusqu'à ce qu'ils déménagent pour laisser leur place à l'homme d'état soviétique Mikhaïl Gorbatchev. N'ayant pas accepté de doubler leurs propres personnages, les voix du couple présidentiel sont, en version originale, celles d'Harry Shearer et de Tress MacNeille. Le champion de golf américain Tom Kite apparaît dans Premier Pas dans le grand monde. Dans l'épisode Krusty « le retour », l'acteur américain Bob Newhart assiste à la sépulture de Krusty. Hollis Hurlbut, le conservateur du musée de Springfield dans Le Vrai Faux Héros, est doublé par Donald Sutherland.
Le Jour où la violence s'est éteinte contient la participation de plusieurs célébrités, Alex Rocco dans le rôle de Roger Meyers Jr, le propriétaire d'Itchy et Scratchy, Kirk Douglas dans le rôle du clochard Chester J. Lampwick, Jack Sheldon dans le rôle de l'amendement et Suzanne Somers dans son propre rôle. Jeff Goldblum prête sa voix à John David Lacaisse, ou MacArthur Parker en version originale, l'agent de Troy McClure dans Un poisson nommé Selma. Le docteur hongkongais dans Faux permis, vrais ennuis est interprété par Jim Lau. Dans J'y suis, j'y reste, Gros Tony fait une apparition doublé par Joe Mantegna. Dans Homer le rocker, Homer participe à un festival de rock qui lui permet de rencontrer des musiciens comme Peter Frampton, ou des groupes de rock comme Cypress Hill, les Smashing Pumpkins ou encore Sonic Youth. Le dernier épisode, La Bande à Lisa contient la participation de Christina Ricci dans le rôle d'Erin.

## Sorties VHS et DVD
Depuis la cinquième saison, les saisons des Simpson ne sortent plus en coffret VHS. Malgré cela, quelques épisodes apparaissent dans des cassettes de compilations. Ainsi, l'épisode Le Vrai Faux Héros est présent dans la compilation Les Dossiers secrets des Simpson sortie en 1998. La cassette Bart Wars, les Simpson contre-attaquent sortie en 2000 contient l'épisode Marge et son petit voleur. En mai de la même année, les épisodes Un super big Homer et Lisa la végétarienne sortent dans la compilation Les Aventuriers du frigo perdu. Film Festival sort en 2002 et contient l'épisode 22 courts-métrages sur Springfield. Homer le rocker est publié en 2002 dans la cassette Music. Enfin, en 2003, la compilation Horror Show contient l'épisode spécial Halloween de cette saison et la cassette Sacré boulot présente l'épisode Homer fait son Smithers.
La septième saison est commercialisée par la 20th Century Studios Home Entertainment aux États-Unis et au Canada en décembre 2005. Le coffret contient des bonus, des animatiques, des commentaires pour chaque épisode, et bien plus encore. Après les critiques reçues concernant l'édition collector limité du coffret DVD de la sixième saison, qui n'était pas rectangulaire comme les autres, le coffret de cette saison est sorti comme pour la saison précédente en deux formats différents, le format rectangulaire habituel et une « édition collector limité » dont la forme reprend celle de la coiffure de Marge.
| L'intégrale de la saison 7 | | | | |
| Détails, | Détails, | Détails, | Détails, | Caractéristiques, |
| - 25 épisodes - 4 disques - Aspect ratio 1.33:1 - Langues : - Anglais (Dolby Digital 5.1, avec sous-titres) - Français (Dolby Digital 2.0 Stéréo) - Espagnol (Dolby Digital 2.0 Stéréo, avec sous-titres) | - 25 épisodes - 4 disques - Aspect ratio 1.33:1 - Langues : - Anglais (Dolby Digital 5.1, avec sous-titres) - Français (Dolby Digital 2.0 Stéréo) - Espagnol (Dolby Digital 2.0 Stéréo, avec sous-titres) | - 25 épisodes - 4 disques - Aspect ratio 1.33:1 - Langues : - Anglais (Dolby Digital 5.1, avec sous-titres) - Français (Dolby Digital 2.0 Stéréo) - Espagnol (Dolby Digital 2.0 Stéréo, avec sous-titres) | - 25 épisodes - 4 disques - Aspect ratio 1.33:1 - Langues : - Anglais (Dolby Digital 5.1, avec sous-titres) - Français (Dolby Digital 2.0 Stéréo) - Espagnol (Dolby Digital 2.0 Stéréo, avec sous-titres) | - Une invitation de Matt Groening - Commentaires audio pour chaque épisode - Scènes coupées avec ou sans commentaires - Qui a tiré sur M. Burns ? - Bart vend son âme - Lisa la végétarienne - Simpson Horror Show VI - Un super big Homer - La Mère d'Homer - Une partie Homérique - Deux mauvais voisins - Premier Pas dans le grand monde - Krusty « le retour » - Le Vrai Faux Héros - Homer fait son Smithers - Le Jour où la violence s'est éteinte - Un poisson nommé Selma - Faux permis, vrais ennuis - 22 courts-métrages sur Springfield - J'y suis, j'y reste - La Bande à Lisa - Option linguistique - 22 courts-métrages sur Springfield - Portugais - Allemand - Italien - Japonais - Documentaire : « Homer dans la troisième dimension » - Recette de la soupe aux lentilles de Paul McCartney - Animatiques et storyboards des épisodes Le Foyer de la révolte et Grand-Père Simpson et le trésor maudit - Commentaires illustrés de l'épisode Le Jour où la violence s'est éteinte et La Bande à Lisa - Galerie de croquis |
| Dates de sorties | | | | - Une invitation de Matt Groening - Commentaires audio pour chaque épisode - Scènes coupées avec ou sans commentaires - Qui a tiré sur M. Burns ? - Bart vend son âme - Lisa la végétarienne - Simpson Horror Show VI - Un super big Homer - La Mère d'Homer - Une partie Homérique - Deux mauvais voisins - Premier Pas dans le grand monde - Krusty « le retour » - Le Vrai Faux Héros - Homer fait son Smithers - Le Jour où la violence s'est éteinte - Un poisson nommé Selma - Faux permis, vrais ennuis - 22 courts-métrages sur Springfield - J'y suis, j'y reste - La Bande à Lisa - Option linguistique - 22 courts-métrages sur Springfield - Portugais - Allemand - Italien - Japonais - Documentaire : « Homer dans la troisième dimension » - Recette de la soupe aux lentilles de Paul McCartney - Animatiques et storyboards des épisodes Le Foyer de la révolte et Grand-Père Simpson et le trésor maudit - Commentaires illustrés de l'épisode Le Jour où la violence s'est éteinte et La Bande à Lisa - Galerie de croquis |
| Région 1 | Région 2 | Région 4 | | - Une invitation de Matt Groening - Commentaires audio pour chaque épisode - Scènes coupées avec ou sans commentaires - Qui a tiré sur M. Burns ? - Bart vend son âme - Lisa la végétarienne - Simpson Horror Show VI - Un super big Homer - La Mère d'Homer - Une partie Homérique - Deux mauvais voisins - Premier Pas dans le grand monde - Krusty « le retour » - Le Vrai Faux Héros - Homer fait son Smithers - Le Jour où la violence s'est éteinte - Un poisson nommé Selma - Faux permis, vrais ennuis - 22 courts-métrages sur Springfield - J'y suis, j'y reste - La Bande à Lisa - Option linguistique - 22 courts-métrages sur Springfield - Portugais - Allemand - Italien - Japonais - Documentaire : « Homer dans la troisième dimension » - Recette de la soupe aux lentilles de Paul McCartney - Animatiques et storyboards des épisodes Le Foyer de la révolte et Grand-Père Simpson et le trésor maudit - Commentaires illustrés de l'épisode Le Jour où la violence s'est éteinte et La Bande à Lisa - Galerie de croquis |
| 13 décembre 2005 | 30 janvier 2006 | 29 mars 2006 | | - Une invitation de Matt Groening - Commentaires audio pour chaque épisode - Scènes coupées avec ou sans commentaires - Qui a tiré sur M. Burns ? - Bart vend son âme - Lisa la végétarienne - Simpson Horror Show VI - Un super big Homer - La Mère d'Homer - Une partie Homérique - Deux mauvais voisins - Premier Pas dans le grand monde - Krusty « le retour » - Le Vrai Faux Héros - Homer fait son Smithers - Le Jour où la violence s'est éteinte - Un poisson nommé Selma - Faux permis, vrais ennuis - 22 courts-métrages sur Springfield - J'y suis, j'y reste - La Bande à Lisa - Option linguistique - 22 courts-métrages sur Springfield - Portugais - Allemand - Italien - Japonais - Documentaire : « Homer dans la troisième dimension » - Recette de la soupe aux lentilles de Paul McCartney - Animatiques et storyboards des épisodes Le Foyer de la révolte et Grand-Père Simpson et le trésor maudit - Commentaires illustrés de l'épisode Le Jour où la violence s'est éteinte et La Bande à Lisa - Galerie de croquis |